# Übersee Records
Übersee Records war ein deutsches Independent-Label mit Sitz in Hannover. Es wurde 2002 gegründet.

## Labelgeschichte
2001 brachten Musiker der Hannoverschen Band Wisecräcker von einer Tour durch Mexiko und Kalifornien mehrere Dutzend CDs von Bands mit, die lateinamerikanische Musik mit Ska, Punk, Rock und Reggae vermischten (Mestizo-Musik). Um ihren Bekanntheitsgrad in Deutschland und Europa zu steigern, entschlossen sich vier befreundete Musiker zur Gründung eines Label um diese Bands außerhalb von Amerika zu vertreten. Sie lizenzieren die Alben zum Teil von Major-Labeln. Inzwischen wurde das Programm auch auf Bands aus Deutschland, Frankreich, Neuseeland und Belgien erweitert.

## Labelphilosophie
Eines der Hauptziele des Labels waren regelmäßige Live-Darbietungen der vertretenen Künstler in Europa. Die Auswahl der Bands geschah dabei nach dem persönlichen Geschmack der Mitarbeiter. Das Label selber begriff sich nicht als politisch, die Bands behandeln aber fast ausnahmslos soziale Probleme in Lateinamerika.

## Künstler (Auswahl)
- Panteón Rococó
- Karamelo Santo
- Abuela Coca
- Los Calzones
- Desorden Público
- No Te Va Gustar
- Attaque 77
- Los Kung-Fu Monkeys
- Wisecräcker